# Robert Hilgendorf

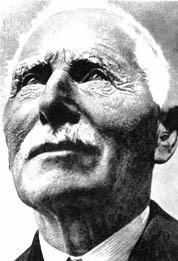
Robert Hilgendorf

Robert Wilhelm Berthold Hilgendorf (* 31. Juli 1852 in Schiebenhorst bei Stepenitz, Provinz Pommern; † 4. Februar 1937 in Hamburg) war ein deutscher Windjammer-Kapitän. Auf Segelschiffen der Hamburger Reederei F. Laeisz wurde er als Kap Hornier weltberühmt.

## Leben
Hilgendorfs Vater war Kapitän auf kleinen Schiffen am Stettiner Haff und fuhr Fracht, unter anderem Torf. So kam es, dass Hilgendorf schon als Kind im Sommer mit an Bord war und die Seemannschaft wie selbstverständlich erlernte. Bereits im Alter von 12 Jahren durfte Robert Hilgendorf den Kutter seines Vaters selbstständig führen. 1867 verließ Hilgendorf die Heimat und heuerte auf einem Frachtsegler an, der neben der Ostsee auch die Nordsee befuhr. Bereits zwei Jahre später wurde Hilgendorf Vollmatrose.
Es folgte ein dreijähriger Dienst bei der Kaiserlichen Marine 1873–1876. Hilgendorf fuhr auf der Arcona, einer gedeckten Korvette mit zusätzlichem Schraubenantrieb. Er stieg aus den Mannschaftsrängen auf und schied nach zwei Jahren als Bootsmannsmaat aus. Danach besuchte er die Navigationsschule (Hamburg), an der er die Steuermannsprüfung mit Auszeichnung bestand. Nachdem er auf der Blankeneser Barkentine Nautik gefahren war, bestand er am 29. August 1879 die Prüfung zum Kapitän auf großer Fahrt mit Auszeichnung. Er bewarb sich bei der Hamburger Reederei F. Laeisz und wurde angenommen. Er fuhr zunächst als Steuermann, bevor er 1881 sein erstes Kommando auf der Parnass erhielt.

### P-Liner
Die von Robert Hilgendorf in seiner Zeit bei F. Laeisz geführten Flying-P-Liner waren:
- Parnass (1881–1884), Holzbark
- Parsifal (1884–1886), eiserne Bark, 1886 gesunken[1]
- Professor (1887), ex Flottbek, eiserne Bark (1865)
- Pirat (1888), eiserne Bark, 1911 gesunken.
- Pergamon (1888–1889), stählerne Bark – Jungfernfahrt
- Palmyra (1890–1891), Vollschiff – Jungfernfahrt, 1908 gesunken.
- Placilla (1892–1894), Viermastbark – Jungfernfahrt, 1905 gestrandet.
- Pitlochry (1894), Viermastbark – Jungfernfahrt, 1913 gesunken.
- Potosi (1895–1901), Fünfmastbark – Jungfernfahrt, 1925 gesunken.

Ein erheblicher Anteil von Hilgendorfs Reisen bestand in der Salpeterfahrt nach Chile. In über 20 Jahren Dienst an Bord von Laeisz-Schiffen umrundete Hilgendorf 66 Mal Kap Hoorn und erzielte auf diesen Reisen erstaunlich hohe und vor allem gleichmäßige Geschwindigkeiten, was ihm die Bezeichnung "Teufel von Hamburg" ("Düwel von Hamborg") einbrachte. Dazu stellte er wissenschaftliche Berechnungen und Betrachtungen an, ähnlich dem amerikanischen Kapitänleutnant Matthew Fontaine Maury, dessen Werke er in- und auswendig kannte. Während seiner Zeit als Kapitän der Potosi entwickelte er zusammen mit der Hamburger Optikfirma C. Plath einen Nachtsicht-Sextanten.
Im Laufe seiner Karriere als Kapitän verlor er ein Schiff, die Parsifal. Sie hatte Kohle aus South Shields geladen, für Valparaíso, als in der Hoorn-Region ein Orkan losbrach und die Ladung verrutschte. Obwohl Hilgendorf die Ladung zu trimmen versuchte und die Masten kappen ließ, konnte er das Schiff nicht mehr retten. Die britische Bark Saraca nahm die Schiffbrüchigen auf und brachte sie nach Irland. In Hamburg bekam er bald ein neues Kommando. Bereits um 1890 hatte Hilgendorf weltweit einen legendären Ruf. Er war ein Meister der Wetternavigation, als man den Begriff noch gar nicht kannte.

„Er nutzte den Wind. Er nutzte alle Winde.“

### An Land
Im November 1901 ging er im Alter von 49 Jahren für immer an Land. Das Angebot, die Preußen, das größte Laeisz-Schiff (Fünfmast-Vollschiff) als Kapitän zu übernehmen, lehnte er ab. In Hamburg wurde Hilgendorf nach seiner Verabschiedung als Kapitän von der „Deputation für Handel, Schiffahrt und Gewerbe“ zum „Schifferalter“ (Präsident der Industrie- und Handelskammer für Seewesen) ernannt und war noch 27 Jahre tätig, bis er 1928 in Rente ging. Er hatte sechs Söhne und zwei Töchter, von denen er Frau und Töchter überlebte. Zwei seiner Söhne gingen zur See. Zum 80. Geburtstag 1932 übersandte der ehemalige Kaiser Wilhelm II. aus seinem Exil ein Bild von der damaligen Begegnung auf der Potosi. Hilgendorf war seit 1892 Mitglied der Hamburger Freimaurerloge Boanerges zur Bruderliebe. Tragisch sein Ende, er starb 1937 bei einem Fahrradunfall.

## Namensgeber
Nach Hilgendorf benannt wurden 1939 ein fünfmastiger Gaffelschoner und 1961 die Kapitän Hilgendorf, ein Lotsenstationsschiff bis 2001 in der Elbemündung. In Hamburg-Blankenese gibt es einen Hilgendorfweg. In der Nähe seines Geburtsorts, in Stepenitz am Stettiner Haff, gibt es seit 2015 die Kapitan-Hilgendorf-Marina.